# Divisió administrativa de Groenlàndia
Groenlàndia està dividida en quatre municipalitats (en groenlandès se'n diuen Komunia i Kommuneqarfik): Kujalleq, Qaasuitsup, Qeqqata, i Sermersooq. El gran Parc Nacional del Nord-est de Groenlàndia no és part de cap municipalitat (no incorporada). La Base aèria de Thule (Pituffik), localitzada com un enclavament dins la municipalitat de Qaasuitsup, també és una zona no incorporada i no pertany a cap municipalitat.

## Municipalitats
| Municipi   | Escut | Capital   | Superfície  | Població (2013) | Antigues Municipalitats | Mapa |
| ---------- | ----- | --------- | ----------- | --------------- | --- | ---- |
| Sermersooq |       | Nuuk      | 531.900 km² | 21.232 hab      | - Ammassalik - Ittoqqortoormiit - Ivittuut - Nuuk - Paamiut                                                                                                  |      |
| Avannaata  |       | Ilulissat | 52.700 km²  | 10.651 hab      | - Aasiaat - Ilulissat - Kangaatsiaq - Qaanaaq - Qasigiannguit - Qeqertarsuaq - Uummannaq - Upernavik                                                         |      |
| Qeqqata    |       | Sisimiut  | 115.500 km² | 9.677 hab       | - Maniitsoq - Sisimiut |      |
| Kujalleq   |       | Qaqortoq  | 32.000 km²  | 7.589 hab       | - Nanortalik - Narsaq - Qaqortoq |      |
| Qeqertalik |       | Aasiaat   | 62.400 km²  | 6.504 hab       | - Aasiaat - Akunnaaq - Kitsissuarsuit - Kangaatsiaq - Attu - Iginniarfik - Ikerasaarsuk - Niaqornaarsuk - Qasigiannguit - Ikamiut - Qeqertarsuaq - Kangerluk |      |

| Àrea                                      | Superfície  | Població (2013) | Mapa |
| ----------------------------------------- | ----------- | --------------- | ---- |
| Parc Nacional del Nord-est de Groenlàndia | 972.000 km² | 233 hab         |      |

## Història
Fins a l'1 de gener de 2009, Groenlàndia constava de tres comtats (Amt): Kitaa/Vestgrønland (Oest de Groenlàndia), Tunu/Østgrønland (Est de Groenlàndia) i Avannaa/Nordgrønland (Nord de Groenlàndia). Kitaa tenia 15 municipalitats; Tunu en tenia 2 i Avannaa en tenia 1. El gran Parc Nacional del Nord-est de Groenlàndia estava en tots dos Est i Nord de Groenlàndia, però no forma part de cap municipalitat (no incorporada)

### Kitaa (Oest de Groenlàndia)

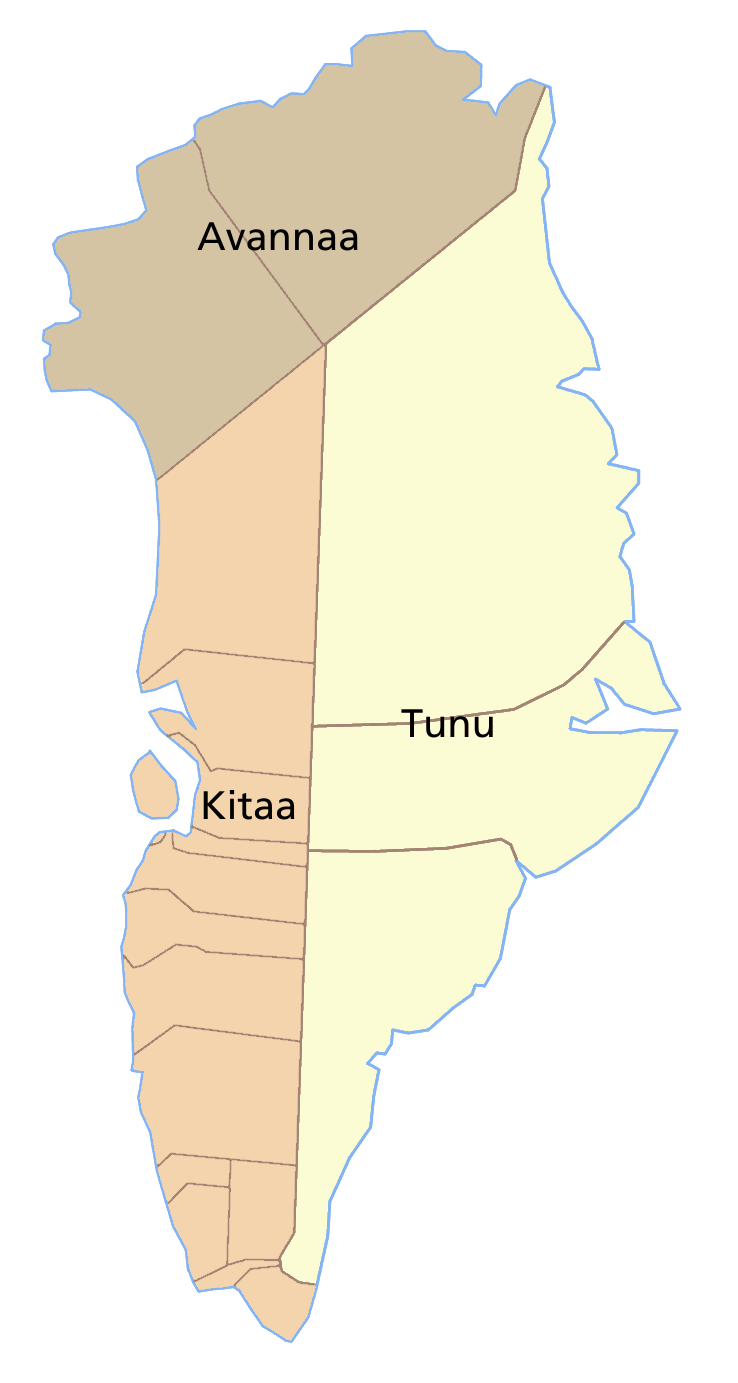
Els tres comtats anteriors de Groenlàndia

Municipalitats de la part del sud:
- Nanortalik
- Qaqortoq
- Narsaq
- Ivittuut
- Paamiut

Municipalitats de la part central:
- Nuuk
- Maniitsoq
- Sisimiut
- Kangaatsiaq
- Aasiaat
- Qasigiannguit
- Ilulissat
- Qeqertarsuaq

Municipalitats de la part del nord:
- Uummannaq
- Upernavik

### Tunu (Est de Groenlàndia)
- Ammassalik
- Ittoqqortoormiit

### Avannaa (Nord de Groenlàndia)
- Qaanaaq
- Base aèria de Thule (Pituffik) zona sense incorporar